# Friedrich Pürner

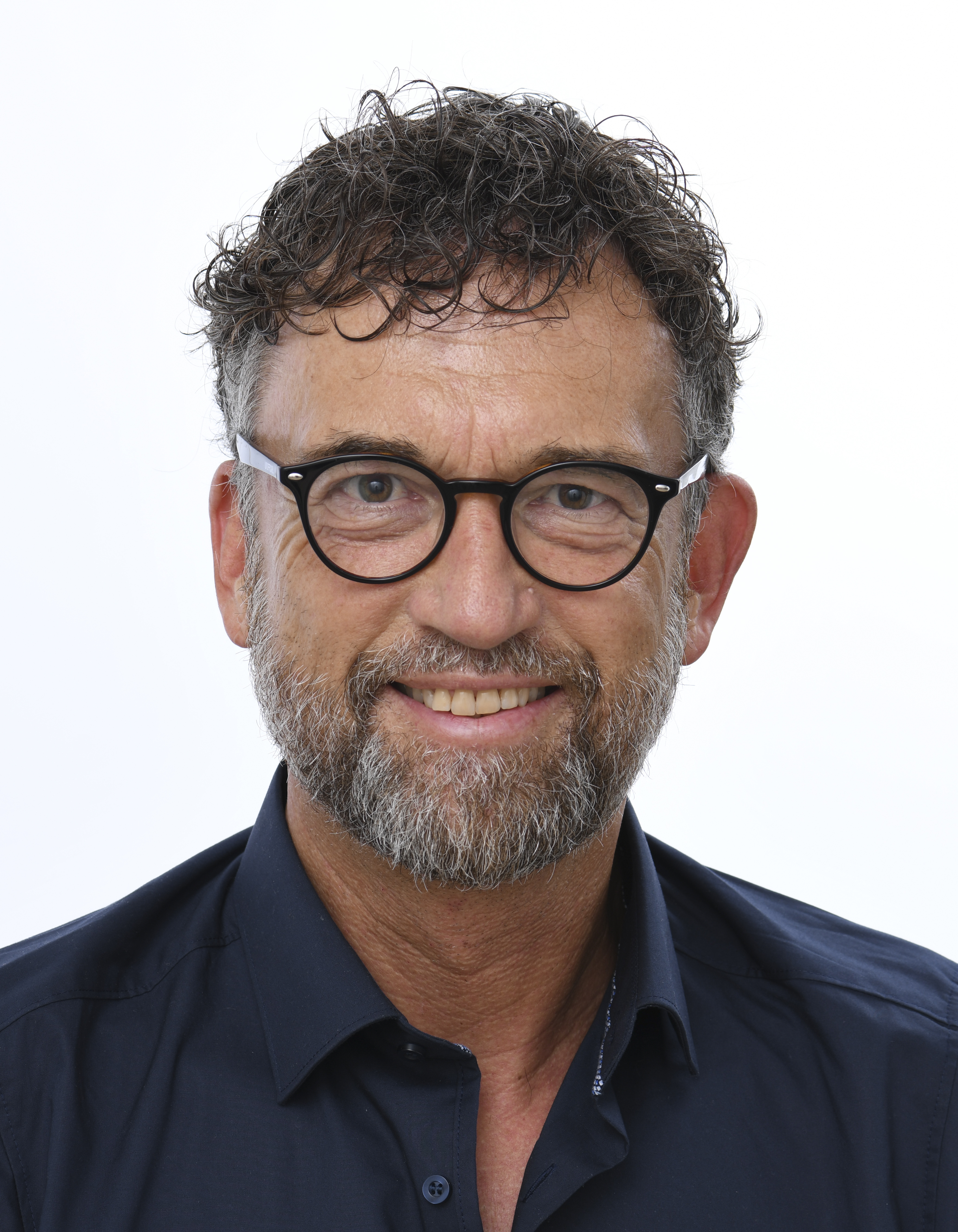
Friedrich Pürner (2024)

Friedrich Pürner (* 24. April 1967 in München) ist ein deutscher Mediziner, Politiker (parteilos, bis 2025 BSW) und seit 2024 Mitglied des Europäischen Parlaments.

## Leben
2010 wurde Pürner an der medizinischen Fakultät der Ludwig-Maximilians-Universität München promoviert. Später leitete er das Gesundheitsamt im Landkreis Aichach-Friedberg. Im Herbst 2020 wurde er an das Landesamt für Gesundheit und Lebensmittelsicherheit versetzt, nachdem er sich während der COVID-19-Pandemie öffentlich gegen die Strategie der Bayerischen Landesregierung ausgesprochen hatte. Gegen eine Beurteilung, die eine wichtige Rolle bei der Besetzung von Stellen spielt, klagte er im Jahr 2023 erfolgreich. So sollte erneut geprüft werden, ob Pürner die Stellen beim Landratsamt München, bei der Regierung von Niederbayern und bei der Regierung von Oberfranken besetzen sollte.

## Politik
Bei der Europawahl 2024 zog Pürner auf Listenplatz 6 des BSW ins Europäische Parlament ein. Am 6. Februar 2025 trat er aus dem Bündnis Sahra Wagenknecht aus. „Im Inneren des BSW herrscht eine Kultur des Misstrauens und der Überwachung“, kritisierte Pürner. Er führte aus: „Ein Zirkel von Ex-Linken im Bundesvorstand manipuliert und schüchtert Kritiker ein.“ Er sehe in „Wagenknecht eine blitzgescheite Frau, aber um sie herum hat sich ein gefährlicher Führungskult entwickelt.“

## Politische Positionen
Pürner kritisierte als Leiter des Aichacher Gesundheitsamtes die Corona-Maßnahmen und bezweifelte die Wirkung von Stoffmasken und den Sinn einer Maskenpflicht für Kinder. Zudem kritisierte er die bayerische Ausgangssperre und Quarantäne für ganze Schulklassen. Bei der „Aufarbeitung“ der Coronazeit kennt er nach eigener Aussage keine Abgrenzung nach rechtsaußen und nahm im Oktober 2024 zum Thema an einem Treffen des Korporationsverbandes Allgemeine Deutsche Burschenschaft zusammen mit AfD-Politikern teil.
Bei einer Abstimmung im Europäisches Parlament stimmte er mit nur zwei anderen Abgeordneten gegen eine Resolution, in der Russland aufgefordert wurde, entführte ukrainische Kinder zurückzugeben.